# 三輪匡男
三輪 匡男（みわ まさお、1942年10月 - 2017年1月30日）は、日本の薬学者・生化学者。専門は、病態生化学・臨床化学・臨床検査学。学位は、薬学博士（静岡薬科大学・1970年）。静岡県立大学名誉教授。
大阪大学蛋白質研究所共同研究員、静岡薬科大学薬学部講師、テキサス大学サンアントニオ校医学部研究員、静岡県立大学薬学部教授、静岡県立大学薬学部学部長などを歴任。

## 来歴

### 生い立ち
静岡薬科大学薬学部薬学科を卒業後、静岡薬科大学大学院薬学研究科にて「エーテルリン脂質の動物組織における代謝の研究」と題した論文を纏め博士課程を修了し、博士号を取得した。なお、薬学部の同期には五島綾子が、薬学部および薬学研究科の同期には木苗直秀や谷澤久之がいた。

### 学究活動
大阪大学蛋白質研究所共同研究員、静岡薬科大学薬学部助手、講師を務めた後、アメリカ合衆国に渡り、テキサス大学サンアントニオ校にて医学部研究員となる。帰国後は静岡県立大学薬学部助教授となり後に教授、学部長も務めた。加えて、大学院では薬学研究科の教授も兼務した。また、テキサス大学の客員教授も務めていた。日本薬学会代議員、日本生化学会評議員、日本脂質生化学研究会幹事などの学会活動も行っていた。
静岡県立大学を退職する際に薬学部の客員教授に就任し、薬学部教授の菅谷純子らが所属する生体情報分子解析学の研究室に籍を置いた。さらに、静岡県立大学から名誉教授の称号が贈られた。

## 研究
専門は薬学や生化学であり、病態生化学、臨床化学、臨床検査学を中心とした学究活動を行っている。血小板活性化因子の活性消去酵素やアレルギー疾患と遺伝子との関係、腸管出血性大腸菌によるベロ毒素障害、テーラーメイド医療に関する研究が知られている。
血漿中に含まれる「アセチルヒドロラーゼ」の研究に際して、アセチルヒドロラーゼが欠損する家系の存在を世界で初めて発見した。

## 略歴
- 1942年 - 誕生。
- 1965年 - 静岡薬科大学薬学部卒業。
- 1970年 - 静岡薬科大学大学院薬学研究科博士課程修了。
- 1970年 - 大阪大学蛋白質研究所共同研究員。
- 1971年 - 静岡薬科大学薬学部助手。
- 1974年 - 静岡薬科大学薬学部講師。
- 1985年 - テキサス大学サンアントニオ校医学部研究員。
- 1991年 - 静岡県立大学薬学部助教授。
- 1995年 - テキサス大学客員教授。
- 1996年 - 静岡県立大学薬学部教授。
- 2008年 - 静岡県立大学薬学部客員教授。
- 2008年 - 静岡県立大学名誉教授。
- 2017年 - 死去[5]。

## 関連人物
- 五十里彰
- 木苗直秀
- 五島綾子
- 菅谷純子
- 谷澤久之